# Powódź błyskawiczna

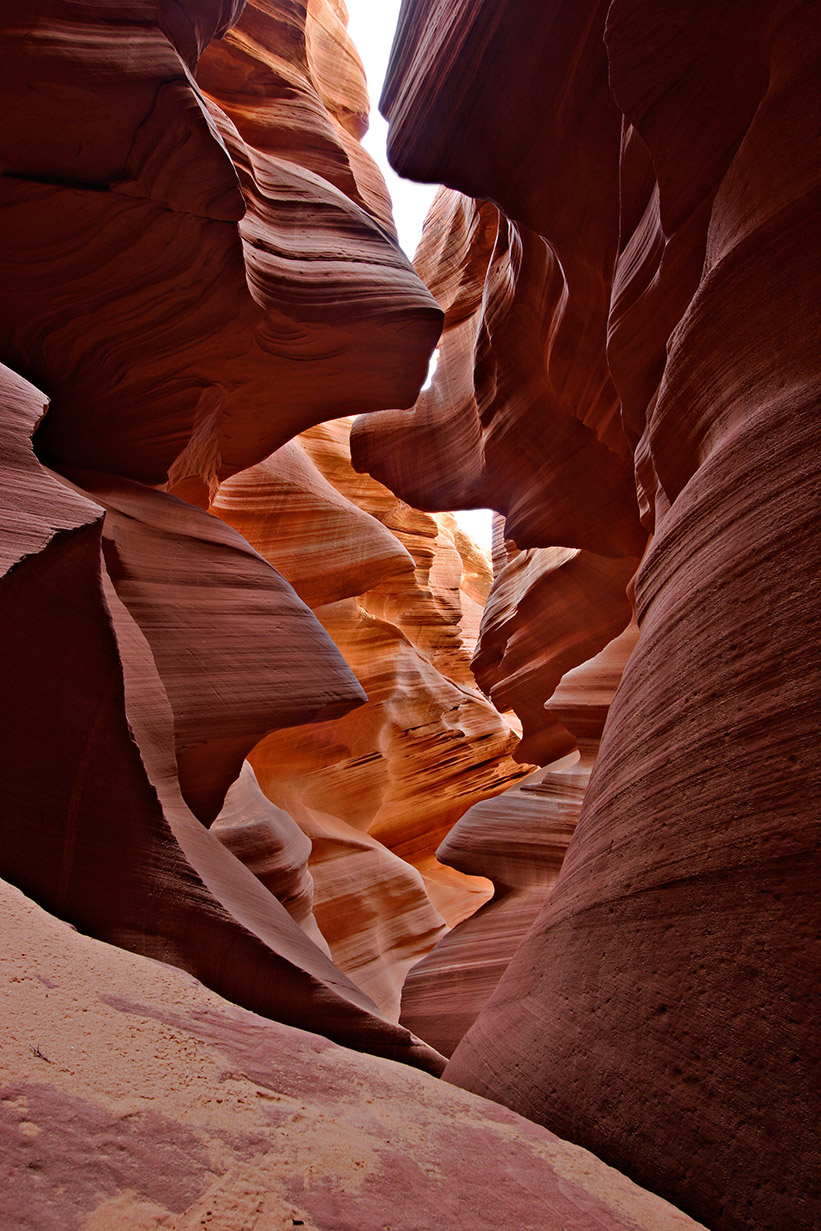
Kanion Antylopy (ang.: Antelope Canyon) w USA został wymyty z otaczającego piaskowca w ciągu ponad miliona lat przez powodzie błyskawiczne

Powódź błyskawiczna – rodzaj powodzi związanej z szybkim zalaniem nisko położonych obszarów, rzek i strumieni przez zwiększone opady deszczu spowodowane zazwyczaj przez burzę lub przez kilka burz. Powodzie błyskawiczne mogą nastąpić także wskutek zatoru lodowego na rzece, lub zostać spowodowane uszkodzeniem obiektu hydrotechnicznego (np. przerwaniem tamy). Powódź błyskawiczna ma miejsce, gdy ziemia zostaje nasycona wodą, która zgromadziła się tak szybko, że nie może być wchłonięta. Woda zbiera się i szybko spływa dalej w dół stoku nagle wzbierającą falą.
Powódź błyskawiczna najczęściej pojawia się na normalnie suchych obszarach, ponad którymi przeszły burze z opadem atmosferycznym, może się pojawić  gdziekolwiek w dół od miejsca opadu – nawet dziesiątki kilometrów od niego. Może mieć miejsce nawet kilka minut po opadzie.
Pustynne tereny południowo-zachodnich Stanów Zjednoczonych stanowią szczególnie niebezpieczny obszar wystąpienia powodzi błyskawicznej, zarówno dla pieszych jak i dla zmotoryzowanych, z powodu szybkiego spływu wody ze sporadycznych burz nad pobliskimi górami lub wzgórzami stołowymi. Opady powstające w takich sytuacjach zapełniają słabo wchłaniające i często gliniastopodobne wyschnięte koryta strumieni. Szybko przemieszczający się front wody nanosi przed sobą zagarnięty materiał, np. gałęzie czy pnie drzew.
Głębokie kaniony szczelinowe są szczególnie groźne, ponieważ mogą zostać nagle wypełnione wodą pochodzącą z opadu podczas burzy, która miała miejsce nad wzgórzem oddalonym nawet o kilka kilometrów. Drogi w dolinach często przechodzą ponad wyschniętymi korytami rzek lub przebiegają po dnach potoków. Dla kierowcy pogoda może wyglądać na dobrą, lecz niespodziewanie rzeka wzbiera wkoło samochodu w przeciągu zaledwie kilku sekund.
Innym zagadnieniem są miejskie powodzie błyskawiczne (ang. urban floods), których wzrastająca częstość występowania jest spowodowana głównie przez antropogeniczne zwiększanie udziału powierzchni nieprzepuszczalnych – budynków, chodników, parkingów, jezdni. Proces urbanizacji jest przyczyną zmniejszonej retencji wody w środowisku i zwiększenia odpływu powierzchniowego wody. Niedostatecznie zmodernizowana kanalizacja burzowa w stosunku do rozwoju miasta również zwiększa ryzyko takiej powodzi, jednak jest to kapitałochłonny proces. Znacznie lepszym rozwiązaniem jest renaturyzacja części obszarów miejskich (rzeki, obszarów podmokłych), rozwój błękitno-zielonej infrastruktury miast i stosowanie innowacyjnych rozwiązań pozwalających zatrzymać odpływ powierzchniowy wody opadowej np. bioswale, zielone dachy, przepuszczalny beton, ażurowe parkingi. Takie działania mają również pozytywne konotacje społeczne, siedliskowe dla wielu gatunków czy łagodzenia zmian klimatu